# Cyfrowy zegar słoneczny
Cyfrowy zegar słoneczny – zegar słoneczny wskazujący aktualny czas w postaci cyfrowej. Zgodnie z ideą zegara słonecznego jest to urządzenie całkowicie bierne, nieposiadające ruchomych części ani niezasilane z żadnego źródła energii. O zmianie wyświetlanych cyfr decyduje wyłącznie położenie słońca względem zegara.

## Zasada działania
Można wyróżnić dwa podstawowe typy konstrukcji: pierwsza opiera się na wykorzystaniu techniki światłowodowej, druga jest inspirowana geometrią fraktalną.

### Zegar światłowodowy

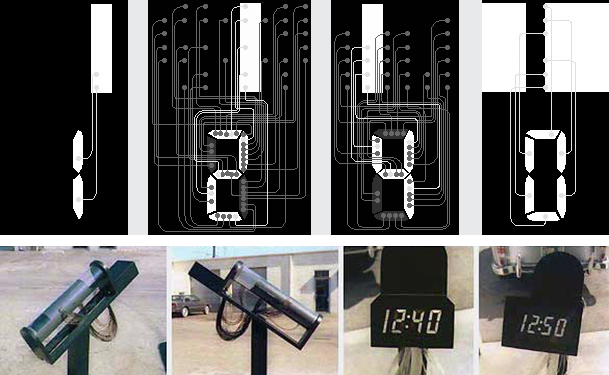
Światłowodowy zegar słoneczny HinesLab

W uproszczeniu zasada działania takiego zegara (dla jednej cyfry) jest następująca. Promień słoneczny przechodząc przez szczelinę do wnętrza urządzenia w miarę upływu czasu przesuwa się, oświetlając rozmieszczone kolejno wejścia dziesięciu gniazd światłowodów. Światłowody każdego gniazda prowadzą do kilku odpowiednich części wyświetlacza siedmiosegmentowego, tak aby światło przekazane na jego wyjściu utworzyło cyfrę stosowną do położenia promienia słonecznego na wejściu.

### Zegar fraktalny

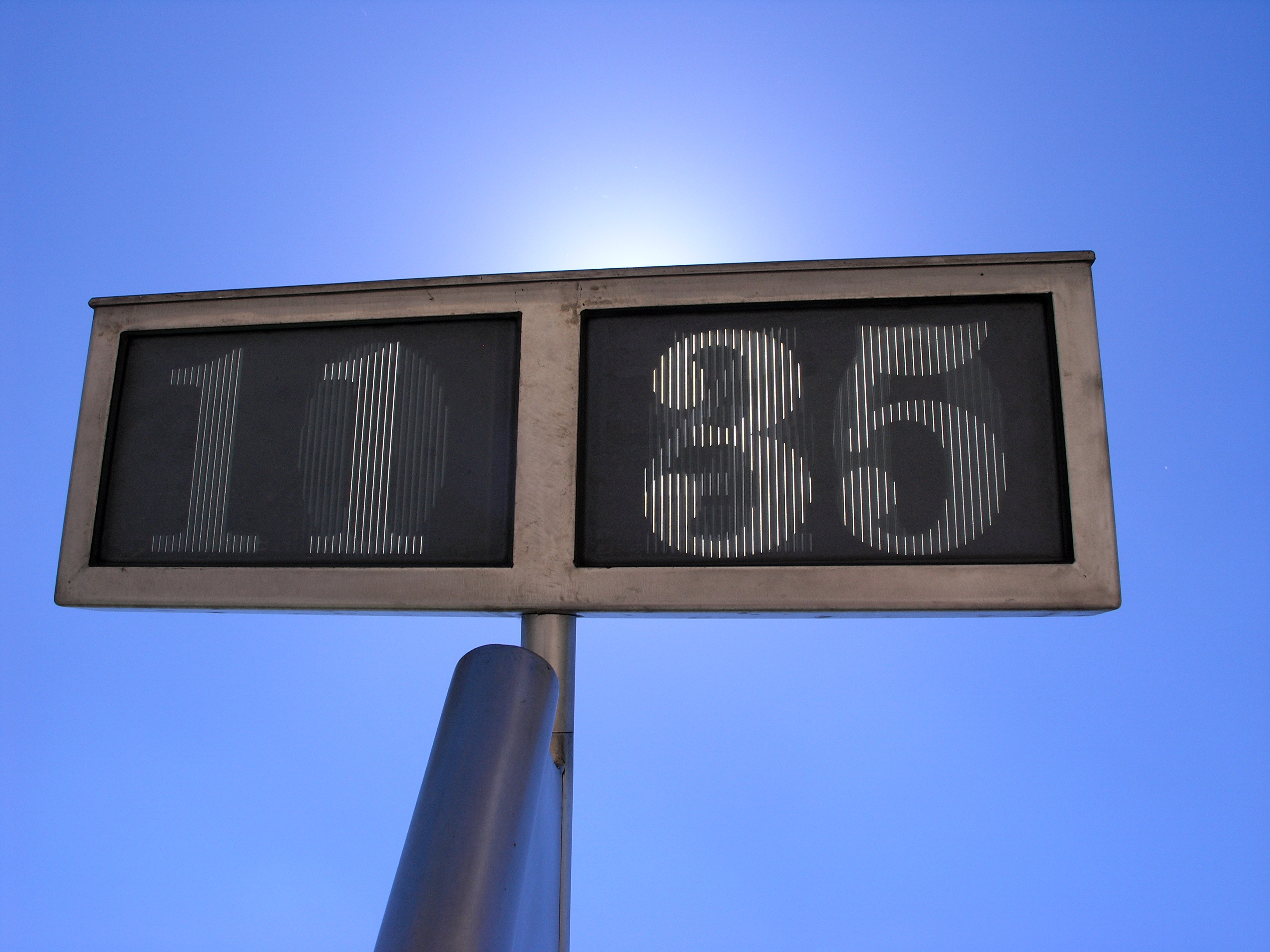
Prosty cyfrowy zegar słoneczny składa się z dwóch równoległych, nieprzezroczystych, ażurowych warstw (masek) rozdzielonych materiałem załamującym światło.

Zasada działania zegara drugiego typu opiera się na twierdzeniu z geometrii fraktalnej. Dla uproszczenia przedstawimy tutaj jego wersję dwuwymiarową (na płaszczyźnie). Tutaj {\displaystyle L_{\theta }} oznacza prostą przechodzącą przez początek układu współrzędnych, nachyloną pod kątem {\displaystyle \theta \in [0,\pi )} do osi Ox. Dla dowolnego zbioru {\displaystyle F\subset \mathbb {R} ^{2}} oznaczmy przez {\displaystyle \mathrm {proj} _{\theta }F} jego rzut prostopadły na prostą {\displaystyle L_{\theta }.}

#### Twierdzenie
W każdej prostej {\displaystyle L_{\theta },} {\displaystyle \theta \in [0,\pi )} wybierzmy dowolny {\displaystyle G_{\theta }\subset L_{\theta },} w taki sposób, aby {\displaystyle \bigcup _{\theta }G_{\theta }} był zbiorem mierzalnym na płaszczyźnie. Istnieje wówczas zbiór {\displaystyle F\subset \mathbb {R} ^{2}} taki, że
- {\displaystyle G_{\theta }\subset \mathrm {proj} _{\theta }F}
- miara różnicy zbiorów {\displaystyle (\mathrm {proj} _{\theta }F)\setminus G_{\theta }} wynosi zero dla prawie wszystkich kierunków rzutowania {\displaystyle \theta \in [0,\pi )}

Innymi słowy, oznacza to istnienie zbioru (obiektu), który daje niemal dowolnie z góry zadane cienie w zależności od kierunku padania światła. Zbiór F opisany w tym twierdzeniu w typowej sytuacji (przy nietrywialnym wyborze rodziny {\displaystyle G_{\theta }}) jest fraktalem. Twierdzenie to ma także swój odpowiednik w geometrii przestrzeni trójwymiarowej. W konsekwencji można skonstruować taki zestaw masek przesłaniających, aby światło słoneczne, przechodząc przez nie, pokazywało aktualny czas w postaci cyfrowej.

#### Od twierdzenia do rzeczywistości
Twierdzenie matematyczne zostało opublikowane przez K. Falconera w 1987 roku. Cztery lata później Ian Stewart spopularyzował je w miesięczniku Scientific American. W 1994 roku powstał pierwszy prototyp, a w 1998 pierwszy cyfrowy zegar słoneczny został zainstalowany w parku publicznym (Genk, Belgia). Znana jest również wersja okienna, kieszonkowa lub 3D.